# Luisa de Montmorency
Luisa de Montmorency (1496 – 1547) byla francouzskou šlechtičnou ze středověkého rodu Montmorency. V letech 1532 – 1535 byla také dame d'honneur francouzské královny Eleonory Habsburské.

## Život
Luisa byla mladší sestrou francouzského konstábla Anne de Montmorency a matkou francouzského admirála Gasparda de Coligny.
Luisa se v roce 1511 provdala za Ferriho de Maily, s nímž měla dceru Madeleine de Mily. Ferri v roce 1513 zemřel a Luisa se roku 1514 znovu provdala za Gasparda I. de Coligny. S ním měla tři syny, z nichž všichni hráli důležitou roli v prvním období Hugenotských válek: Odet, kardinál de Châtillon; admirál Gaspard; seigneur d'Andelot François.
Nezávisle na svém manželovi měla značnou patronátní moc a měla důležitou roli při šíření vlivu kalvinismu ve Francii v 16. století.